# شاه‌دزد (مجموعه تلویزیونی)
شاه‌دزد نام یک مجموعه تلویزیونی به کارگردانی احمد نجیب‌زاده است که در بهمن ۱۳۵۹ از شبکه ۱ پخش گردید.

## خلاصۀ داستان
زن و شوهر سودجویی با گول زدن عده‌ای از رجال رژیم گذشته پولدار می‌شوند، اما هنگامی که قصد فرار و خروج از کشور را دارند، دستگیر می‌شوند.

## بازیگران و عوامل تولید

### بازیگران
- کیومرث ملک‌مطیعی
- نعمت‌الله گرجی
- مهین شهابی
- سروش خلیلی
- منوچهر حامدی
- محمد مطیع
- فرهاد خانمحمدی
- سعید امیرسلیمانی
- فخری پازوکی
- علی سنجری
- نصرت‌الله حمیدی
- عباس رضوی
- فریدون بهمنی
- سوسن برزین
- اسماعیل مظفری

### عوامل تولید
- نویسنده و کارگردان: احمد نجیب‌زاده
- تصویربردار: عنایت‌الله رحیمی، جعفر بهبود
- تهیه‌کننده: نصرت الله دستمردی، احمد نجیب‌زاده
- فرمت تصویر: ویدئویی
- تعداد قسمت‌ها: ۴ قسمت (۲۰۰ دقیقه)
- محصول: گروه فیلم و سریال شبکه ۱
- سال پخش: بهمن ۱۳۵۹